# 華安ビル

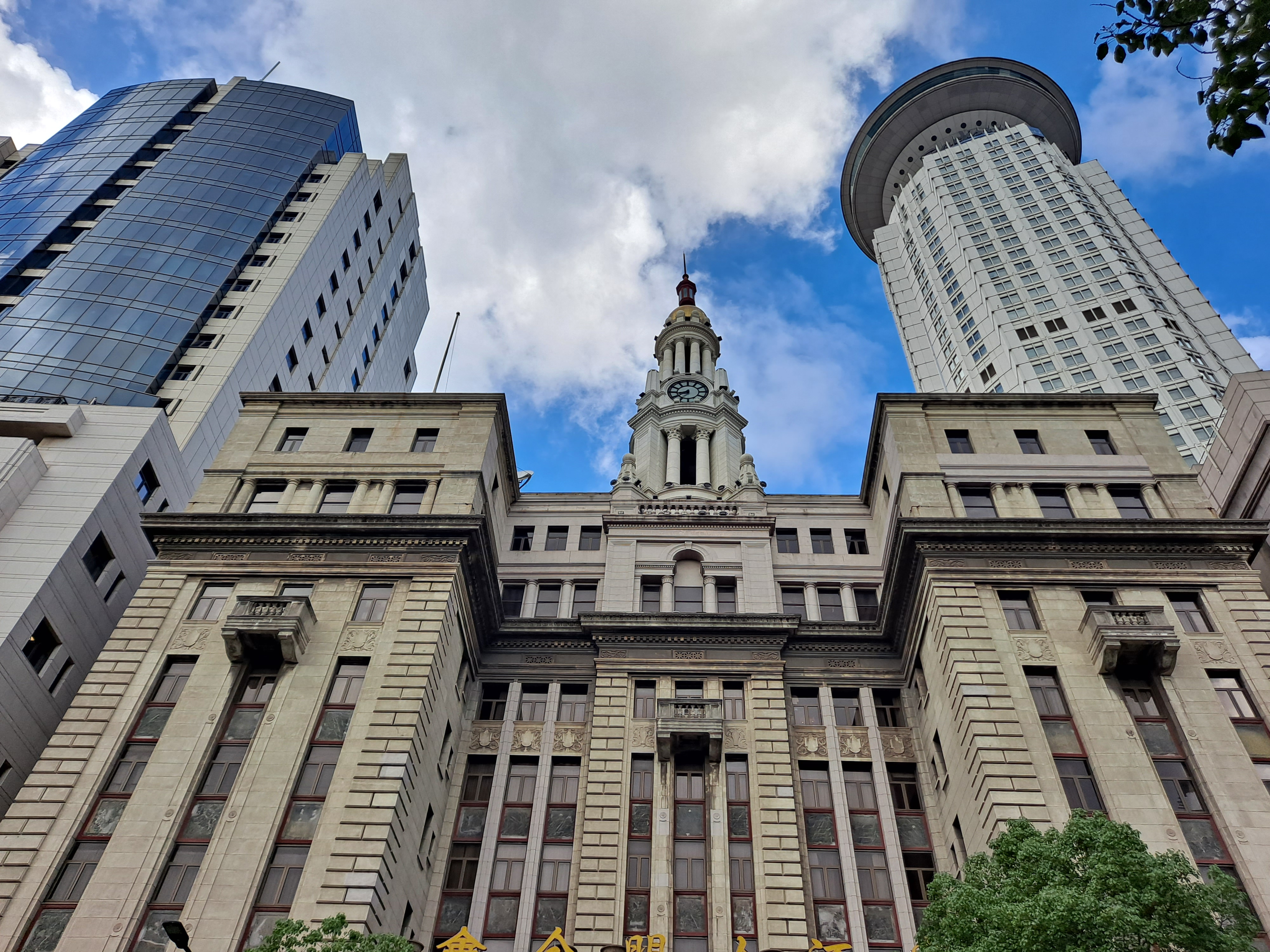
華安ビル

華安ビル（かあんビル、Pacific Hotel）は、上海市黄浦区南京西路104号に位置する建築である。この建築は1926年5月に竣工した。1989年，華安ビルが上海市優秀歴史建築に登録した。
華安ビルは竣工当時では保険会社のオフィスビルとして利用されたが、1939年にホテルに改装された。現在は金門ホテルが入居している。